# Batalhão Futebol Clube
Batalhão Futebol Clube é um clube brasileiro de futebol da cidade de Palmas, no estado do Tocantins.

## História
Fundada em 2009, a agremiação esportiva Batalhão Futebol Clube originou-se da reativação do CNPJ 11.010.045/0001-63 de razão social Imagine Futebol Clube, a empresa desenvolve um trabalho social através da prática esportiva e tem como parceiro a Policia Militar do Tocantins, que detém o projeto social Escolinha de Futebol do 1° Batalhão de Polícia Militar, sediado em Palmas. No ano de 2023 o projeto social contava com mais de 600 alunos e tem como objetivo principal a inserção de crianças e adolescentes no esporte, afastando-os da vulnerabilidade e do uso de drogas.
O projeto obteve destaque em 2023, quando além de conquistar títulos nas categorias de base da Federação Tocantinense de Futebol, a equipe conseguiu no seu primeiro ano de profissionalização, realizar um bom campeonato profissional na segunda divisão, terminando o ano com o título de campeão estadual da segunda divisão.
Com o título, a equipe garantiu vaga na primeira divisão tocantinense de 2024.
Em 2024, o clube anunciou Maikon Leite para a disputa do Campeonato Tocantinense.

## Títulos
| Estaduais | Estaduais                                 | Estaduais | Estaduais  |
|           | Competição                                | Títulos   | Temporadas |
| --------- | ----------------------------------------- | --------- | ---------- |
|           | Campeonato Tocantinense - Segunda Divisão | 1         | 2023       |

### Categorias de base
- Campeonato Tocantinense Sub-17: 2023